# إدوين جورمان
إدوين جورمان هو لاعب هوكي الجليد كندي، ولد في 25 سبتمبر 1892 في Buckingham, Quebec ‏ في كندا، وتوفي في 10 مارس 1963.

## وصلات خارجية
- إدوين جورمان على موقع دوري الهوكي الوطني (الإنجليزية)
- إدوين جورمان على موقع EliteProspects.com (الإنجليزية)
- إدوين جورمان على موقع HockeyDB.com (الإنجليزية)
- إدوين جورمان على موقع Hockey-Reference.com (الإنجليزية)